# Hemitoma emarginata
Montfortia emarginata là một loài ốc biển, là động vật thân mềm chân bụng sống ở biển thuộc họ Fissurellidae.